# Vendhuile
Vendhuile és un municipi francès situat al departament de l'Aisne i a la regió dels Alts de França. L'any 2007 tenia 508 habitants.

## Demografia

### Població
El 2007 la població de fet de Vendhuile era de 508 persones. Hi havia 195 famílies de les quals 52 eren unipersonals (12 homes vivint sols i 40 dones vivint soles), 52 parelles sense fills, 75 parelles amb fills i 16 famílies monoparentals amb fills.
La població ha evolucionat segons el següent gràfic:
Habitants censats

### Habitatges
El 2007 hi havia 222 habitatges, 196 eren l'habitatge principal de la família, 13 eren segones residències i 13 estaven desocupats. 216 eren cases i 5 eren apartaments. Dels 196 habitatges principals, 161 estaven ocupats pels seus propietaris, 29 estaven llogats i ocupats pels llogaters i 6 estaven cedits a títol gratuït; 4 tenien dues cambres, 24 en tenien tres, 50 en tenien quatre i 118 en tenien cinc o més. 135 habitatges disposaven pel capbaix d'una plaça de pàrquing. A 82 habitatges hi havia un automòbil i a 83 n'hi havia dos o més.

### Piràmide de població
La piràmide de població per edats i sexe el 2009 era:
| Homes | Edats   | Dones |
| ----- | ------- | ----- |
| 0     | 95 o +  | 0     |
| 4     | 90 a 94 | 4     |
| 4     | 85 a 89 | 4     |
| 4     | 80 a 84 | 4     |
| 8     | 75 a 79 | 12    |
| 8     | 70 a 74 | 12    |
| 8     | 65 a 69 | 16    |
| 24    | 60 a 64 | 8     |
| 8     | 55 a 59 | 16    |
| 20    | 50 a 54 | 16    |
| 16    | 45 a 49 | 16    |
| 12    | 40 a 44 | 12    |
| 8     | 35 a 39 | 0     |
| 24    | 30 a 34 | 16    |
| 32    | 25 a 29 | 16    |
| 16    | 20 a 24 | 8     |
| 12    | 15 a 19 | 12    |
| 4     | 10 a 14 | 20    |
| 8     | 5 a 9   | 16    |
| 16    | 0 a 4   | 24    |

## Economia
El 2007 la població en edat de treballar era de 301 persones, 214 eren actives i 87 eren inactives. De les 214 persones actives 187 estaven ocupades (104 homes i 83 dones) i 27 estaven aturades (10 homes i 17 dones). De les 87 persones inactives 30 estaven jubilades, 21 estaven estudiant i 36 estaven classificades com a «altres inactius».

### Ingressos
El 2009 a Vendhuile hi havia 198 unitats fiscals que integraven 537,5 persones, la mediana anual d'ingressos fiscals per persona era de 13.405 €.

### Activitats econòmiques
Dels 19 establiments que hi havia el 2007, 5 eren d'empreses de fabricació d'altres productes industrials, 3 d'empreses de construcció, 3 d'empreses de comerç i reparació d'automòbils, 4 d'empreses de transport, 1 d'una empresa d'hostatgeria i restauració, 1 d'una empresa de serveis i 2 d'entitats de l'administració pública.
Dels 4 establiments de servei als particulars que hi havia el 2009, 1 era una oficina de correu, 2 lampisteries i 1 restaurant.
L'any 2000 a Vendhuile hi havia 5 explotacions agrícoles que ocupaven un total de 580 hectàrees.

## Equipaments sanitaris i escolars
L'únic equipament sanitari que hi havia el 2009 era un centre de salut.
El 2009 hi havia una escola elemental.

## Poblacions més properes
El següent diagrama mostra les poblacions més properes.